# عنقية

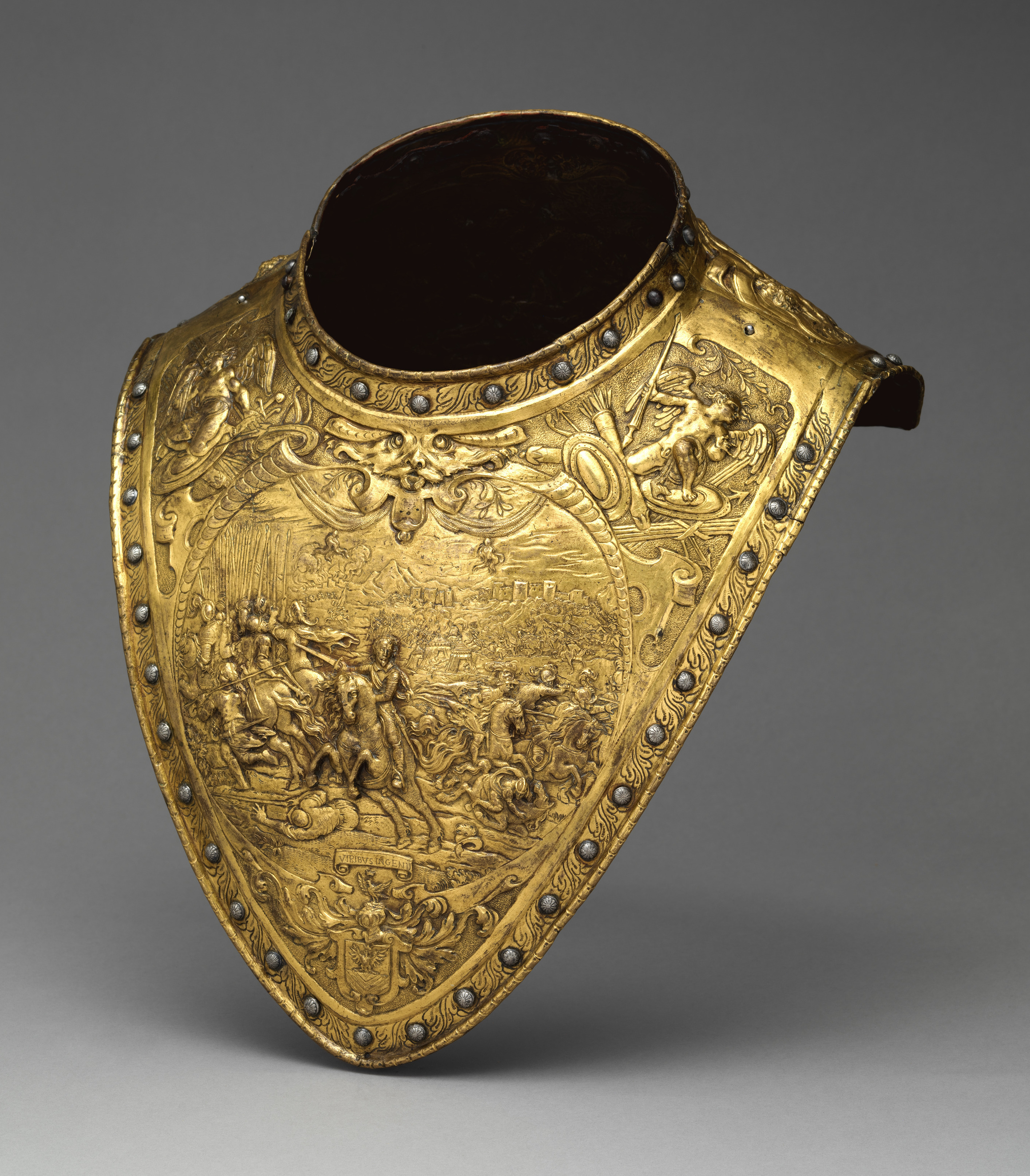
عنقية ربما هولندية من النحاس المطلي بالذهب. عام 1630

العُنُقِيَّة شريط من الكتان ملفوف حول عنق ورأس امرأة في فترة العصور الوسطى أو الجزء السفلي من غطاء قبعة الشبِرون [الإنجليزية] البسيطة. وصف المصطلح فيما بعد ياقة الفولاذ أو الجلد لحماية العنق أو مجموعة من قطع الدروع الصفيحية أو قطعة واحدة من درع الصفائح تتدلى من الرقبة وتغطي الرقبة والصدر. أصبحت العنقية مزخرفةً في وقت لاحق ، وتحديداً من القرن الثامن عشر، حيث كان بمكانة ملحق رمزي على الزي العسكري.[بحاجة لمصدر]